# Garapa
Garapa oder Grapia ist der gebräuchlichste Handelsname für das relativ helle und beständige Holz der südamerikanischen Baumart Apuleia leiocarpa aus der Familie der Hülsenfrüchtler.

## Geographische Verbreitung
Die Bäume wachsen in Brasilien, im nördlichen Argentinien und in Paraguay im tropischen Südamerika.

## Baumform
Die Bäume erreichen Wuchshöhen bis zu 35 Meter und Stammdurchmesser bis über 1,20 Meter. Die Stämme haben einen geraden, zylindrischen Wuchs, die astfreien Längen betragen bis etwa 12 Meter.

## Eigenschaften des Holzes
Der Faserverlauf des Holzes ist gerade bis wechseldrehwüchsig. Farblich wie strukturell ist Garapa ein überwiegend homogenes Holz von feiner bis mittlerer Textur und hoher Dichte. Das Holzbild kann je nach Faserverlauf von schlicht bis dekorativ sein. Das Kernholz ist in frischem Zustand zitronengelb, dunkelt mit der Zeit jedoch braun nach, enthält keine Farbstreifen. 

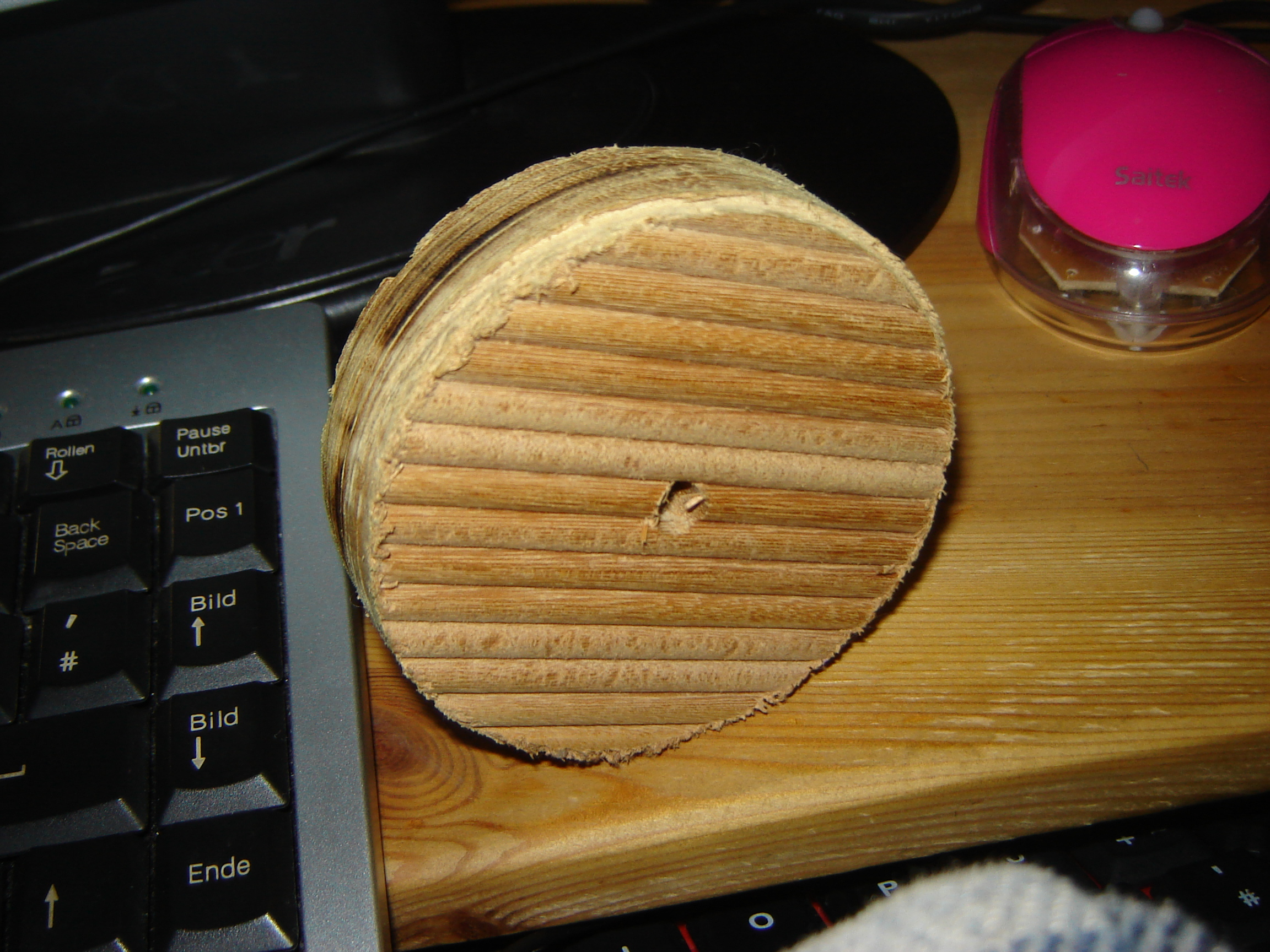
Garapa-Holz

Splintholz entspricht farblich dem Kernholz oder ist farblich deutlich vom Kernholz abgesetzt. Der Splint ist sehr breit (50 bis 110 mm) und blassgelb bis beige. Zuwachszonengrenzen sind entweder deutlich erkennbar (markiert durch dunkleres Spätholzband) oder undeutlich bis nicht erkennbar. In frischem Zustand erinnert der Geruch an Mandeln, sonst ist der Geruch nicht ausgeprägt bis nicht vorhanden.
Garapa trocknet langsam mit geringer Neigung zu Verformung und Rissbildung (Oberflächen- und Endrisse) und hat somit ein mäßiges bis gutes Stehvermögen. Es ist träge in der Feuchteaufnahme bzw. -abgabe. Je nach Händler variieren die Angaben über das Gewicht des Holzes (Dichte 790–830 kg/m³ bei 12 % Holzfeuchte, frisch bis über 1.000 kg/m³).

## Einsatzgebiete und Nutzung
Garapa wird hauptsächlich für den Garten- und Terrassenbau verwendet. Durch seine hohe Strapazierfähigkeit, die recht große Härte (Druckfestigkeit 63 N/mm²) und die gute Haltbarkeit auch im Außenbereich wird es unter anderem für Bauten an und im Wasser verwendet. Das Holz ist so gut wie astfrei und besonders an den Enden nur fein rissig, es enthält nur sehr wenig Harz. Garapa arbeitet nicht so stark wie andere vergleichbare Harthölzer (Schwindmaß: 7,5 % tangential, 4,4 % radial).

## Bearbeitung
Das Holz kann gut gesägt werden, auch das Hobeln funktioniert gut bis mäßig. Bedingt durch den Wechseldrehwuchs sind ein langsamer Vorschub und ein geringer Schnittwinkel zur Erzielung sauberer Hobelergebnisse empfehlenswert. Werkzeuge stumpfen durch den hohen Silikatgehalt schnell ab, der Einsatz von hartmetallbestückten Werkzeugen (Stellite) ist empfehlenswert. Garapa lässt sich gut schleifen, und man erzielt hervorragend glatte Oberflächen.